# Berlin (Connecticut)
Berlin – miasto (town) w Stanach Zjednoczonych, w stanie Connecticut, w hrabstwie Hartford.